# Висновок Конституційного Суду України
Висновок Конституційного Суду України — акт Конституційного Суду України, який містить результат розгляду певного питання, сформульований у вигляді відповіді на альтернативне запитання (відповідає / не відповідає міжнародний договір Конституції України; дотримано / не дотримано процедуру імпічменту Президента України тощо).
Статтею 151 Конституції України визначено, що висновки даються у справах з таких питань:
1. про конституційність чинних міжнародних договорів України або тих міжнародних договорів, що вносяться до Верховної Ради України для надання згоди на їх обов'язковість;
2. про конституційність питань, які пропонуються для винесення на всеукраїнський референдум за народною ініціативою.
3. щодо додержання конституційної процедури розслідування і розгляду справи про усунення Президента України з поста в порядку імпічменту.

З інших питань Конституційний Суд приймає рішення (якими розгляд справи завершується по суті) та ухвали (якими розгляд справи не завершується, або завершується не по суті).

## Порядок дачі висновків
Висновки даються Конституційним Судом України поіменним голосуванням шляхом опитування суддів КС.
Судді Конституційного Суду не мають права утримуватися від голосування.
Висновки Конституційного Суду мотивуються письмово, підписуються окремо суддями, які голосували за їх прийняття і які голосували проти їх прийняття, та оприлюднюються. Вони є остаточними і не підлягають оскарженню.
Підписання суддею Конституційного Суду України висновку є обов'язковим.
Окрема думка судді, який підписав висновок, викладається ним у письмовій формі і додається до висновку.

## Зміст і офіційне оприлюднення висновку
Висновок Конституційного Суду України містить:
1. найменування висновку, дату і місце дачі висновку, його номер;
2. персональний склад суддів, які брали участь у розгляді справи;
3. перелік учасників судового засідання;
4. зміст конституційного подання, конституційного звернення;
5. положення Конституції України, якими керувався Суд при дачі висновку;
6. мотивувальну частину;
7. резолютивну частину;
8. обов'язкове зазначення того, що висновок Конституційного Суду України є остаточним і оскарженню не підлягає.

Висновки Конституційного Суду разом з окремою думкою суддів публікуються у «Віснику Конституційного Суду України» та в інших офіційних виданнях не пізніше семи днів після дачі висновку.
Висновки Конституційного Суду України є обов'язковими до виконання.